# Phạm Tâm Long
Phạm Tâm Long (21 tháng 12 năm 1928 – 24 tháng 2 năm 2020) là Trung tướng Công an nhân dân Việt Nam. Ông nguyên là Thứ trưởng thường trực Bộ Nội vụ (1988-1996).

## Tiểu sử
Phạm Tâm Long sinh ngày 21 tháng 12 năm 1928, quê quán ở xã Sơn Đà, huyện Ba Vì, tỉnh Hà Tây (nay là Hà Nội).
Năm 1945, ông bắt đầu tham gia hoạt động cách mạng.
Năm 1946, ông gia nhập Đảng Cộng sản Đông Dương.
Năm 1947, ông là Trưởng Tiểu ban Tuyên huấn Tỉnh bộ Việt Minh Sơn Tây, huyện ủy viên huyện Thạch Thất.
Năm 1950, ông là Chánh Văn phòng Tỉnh ủy Sơn Tây.
Năm 1952, ông bắt đầu hoạt động trong lực lượng công an nhân dân.
Năm 1952, Phạm Tâm Long là Phó Văn phòng Công an Liên khu III.
Năm 1954, ông là Phó Văn phòng, Trưởng phòng Bảo vệ kinh tế, Công an thành phố Hà Nội.
Năm 1962, ông được cử đi du học Liên Xô ở Học viện An ninh Quốc gia Liên Xô.
Sau khi tốt nghiệp từ Liên Xô trở về nước vào năm 1964, ông được lãnh đạo Bộ Công an điều động làm Trưởng khoa Nghiệp vụ trinh sát của trường Công an Trung ương (sau này là Học viện An ninh nhân dân). Sau đó, ông là Phó Hiệu trưởng Trường Đại học An ninh nhân dân, Hiệu trưởng Trường Bổ túc sĩ quan Công an, Hiệu trưởng Trường Đại học An ninh nhân dân.
Năm 1981, ông rời trường Đại học An ninh, trở thành Giám đốc Công an thành phố Hà Nội, Ủy viên thường vụ thành ủy Hà Nội.
Sau đó, ông trúng cử vào Ban Chấp hành Trung ương Đảng Cộng sản Việt Nam.
Ông là Phó Bí thư Đảng ủy Công an Trung ương; Ủy viên Ban Chấp hành Trung ương Đảng Cộng sản Việt Nam khóa VI, VII.
Từ năm 1988 đến năm 1996, ông là Thứ trưởng, rồi Thứ trưởng Thường trực Bộ Nội vụ Việt Nam.
Tháng 12/1996, ông được Thủ tướng Chính phủ ký quyết định nghỉ hưu theo chế độ.

## Qua đời và lễ tang
Ông được xác nhận là đã qua đời tại nhà riêng vào ngày 24 tháng 2 năm 2020 vì lý do tuổi cao, bệnh nặng, hưởng thọ 91 tuổi. Ông được phát hiện khi đang nằm bất động tại nhà riêng nơi ông sống ở Hà Nội. Mặc dù được Đảng ủy Công an Trung ương, Bộ Công an, tập thể các giáo sư, bác sĩ tận tình cứu chữa, gia đình hết lòng chăm sóc nhưng cuối cùng thì vẫn không qua khỏi và đã từ trần hồi 17h10' cùng ngày (tức ngày 2 tháng 2 năm Canh Tý).
Đảng ủy Công an Trung ương, Bộ Công an tổ chức trọng thể lễ tang đồng chí của ông theo nghi thức Lễ tang cấp cao trong Công an nhân dân. Lễ viếng từ 07h00' đến 10h30' ngày 28 tháng 2 năm 2020 tại Nhà Tang lễ Quốc gia số 5 Trần Thánh Tông, TP Hà Nội; Lễ an táng vào hồi 15h00' tại quê nhà, xã Sơn Đà, huyện Ba Vì, TP Hà Nội.

## Gia đình
Vợ ông là bà Lê Thị Thu Minh, nguyên là cán bộ Bệnh viện Công an thành phố Hà Nội. Năm 1948, bà Lê Thị Thu Minh là cán bộ phụ nữ cứu quốc của huyện Bất Bạt (nay là huyện Ba Vì, Hà Nội). Lê Thị Thu Minh được Chủ tịch nước Việt Nam trao tặng Huân chương Kháng chiến chống Mỹ hạng nhất.
Hai ông bà có ba con trai và một con gái. Ba con trai đều theo ngành công an từ sau khi tốt nghiệp trung học phổ thông. Con trai đầu năm 2010 là Thiếu tướng, Phó giáo sư, Tiến sĩ, Giám đốc một cơ sở đào tạo lớn của ngành công an.
Con trai thứ hai của ông là Thiếu tướng Phạm Xuân Bình, Ủy viên Ban Thường vụ Đảng ủy, Phó Giám đốc Công an thành phố Hà Nội .
Con gái ông theo học trường ngoại ngữ của trường công an.
Con rể ông bà là cán bộ công an Hà Nội. Phong tặng

### Lịch sử thụ phong quân hàm
- Thiếu tướng Công an nhân dân Việt Nam
- Trung tướng Công an nhân dân Việt Nam

### Huân huy chương
- Huân chương Độc lập hạng Nhì[4]
- Huy hiệu 70 năm tuổi Đảng Cộng sản Việt Nam[4]
- Huân chương Quân công hạng Nhì[2]
- Huân chương Kháng chiến hạng Nhất